# Carrichtera
Carrichtera là chi thực vật có hoa trong họ Cải.